# Malpighia lancifolia
Malpighia lancifolia là một loài thực vật có hoa trong họ Malpighiaceae. Loài này được (Nied.) F.K. Mey. mô tả khoa học đầu tiên năm 2000.